# Melonanchora tetradentifera
Melonanchora tetradentifera är en svampdjursart som beskrevs av Koltun 1970. Melonanchora tetradentifera ingår i släktet Melonanchora och familjen Myxillidae. Inga underarter finns listade i Catalogue of Life.